# Championnats du monde de course en montagne longue distance 2018
Navigation
2017 2019
Les Championnats du monde de course en montagne longue distance 2018 sont une compétition de course en montagne qui s'est déroulée le 24 juin 2018 à Karpacz en Pologne dans le cadre de l'Ultramarathon Gorski sur le parcours moyen de 36 km. Il s'agit de la quinzième édition de l'épreuve.

## Résultats
La course se déroule sur un parcours de 36 km et de 2 110 m de dénivelé. Chez les hommes, l'Américain Andy Wacker mène la course avant de craquer dans la montée au Sniejka. L'Italien Alessandro Rambaldini s'empare de la tête pour franchir la ligne d'arrivée en tête et remporter son second titre. Le podium est complété par le Tchèque Robert Krupička et l'Américain Joseph Gray.  La République tchèque remporte le classement par équipes de justesse devant les États-Unis. L'Italie complète le podium.
La course féminine est remportée par la surprenante Britannique Charlotte Morgan, battant la favorite locale Dominika Stelmach de 22 secondes. Le podium est complété par l'Italienne Silvia Rampazzo. Le classement par équipes est très serré avec trois points d'écart entre les trois équipes de tête. C'est l'Autriche qui s'impose devant le Royaume-Uni et la Roumanie.

### Individuel
| Rang               | Athlète               | Pays        | Temps           |
| ------------------ | --------------------- | ----------- | --------------- |
| Médaille d'or      | Alessandro Rambaldini | Italie      | 2 h 39 min 18 s |
| Médaille d'argent  | Robert Krupička       | Tchéquie    | 2 h 40 min 55 s |
| Médaille de bronze | Joseph Gray           | États-Unis  | 2 h 41 min 2 s  |
| 4                  | Jiří Čípa             | Tchéquie    | 2 h 44 min 27 s |
| 5                  | Andy Wacker           | États-Unis  | 2 h 45 min 21 s |
| 6                  | Jonathan Schmid       | Suisse      | 2 h 45 min 34 s |
| 7                  | Ionut Zinca           | Roumanie    | 2 h 46 min 6 s  |
| 8                  | Murray Strain         | Royaume-Uni | 2 h 46 min 29 s |
| 9                  | Ondřej Fejfar         | Tchéquie    | 2 h 46 min 50 s |
| 10                 | Anthony Costales      | États-Unis  | 2 h 47 min 17 s |

| Rang               | Athlète                | Pays        | Temps           |
| ------------------ | ---------------------- | ----------- | --------------- |
| Médaille d'or      | Charlotte Morgan       | Royaume-Uni | 3 h 8 min 24 s  |
| Médaille d'argent  | Dominika Stelmach      | Pologne     | 3 h 8 min 46 s  |
| Médaille de bronze | Silvia Rampazzo        | Italie      | 3 h 10 min 32 s |
| 4                  | Denisa Ionela Dragomir | Roumanie    | 3 h 12 min 11 s |
| 5                  | Victoria Wilkinson     | Royaume-Uni | 3 h 12 min 11 s |
| 6                  | Sandra Koblmüller      | Autriche    | 3 h 19 min 23 s |
| 7                  | Addie Bracy            | États-Unis  | 3 h 19 min 44 s |
| 8                  | Ashley Brasovan        | États-Unis  | 3 h 19 min 44 s |
| 9                  | Zuzana Krchová         | Tchéquie    | 3 h 20 min 58 s |
| 10                 | Katharina Zipser       | Autriche    | 3 h 21 min 44 s |

### Équipes
| Rang               | Pays                                                        | Points |
| ------------------ | ----------------------------------------------------------- | ------ |
| Médaille d'or      | Tchéquie Robert Krupička Jiří Čípa Ondřej Fejfar            | 15     |
| Médaille d'argent  | États-Unis Joseph Gray Andy Wacker Anthony Costales         | 18     |
| Médaille de bronze | Italie Alessandro Rambaldini Daniele De Colo Emanuele Manzi | 40     |

| Rang               | Pays                                                            | Points |
| ------------------ | --------------------------------------------------------------- | ------ |
| Médaille d'or      | Autriche Sandra Koblmüller Katharina Zipser Karin Freitag       | 28     |
| Médaille d'argent  | Royaume-Uni Charlotte Morgan Victoria Wilkinson Nichola Jackson | 30     |
| Médaille de bronze | Roumanie Denisa Ionela Dragomir Andreea Piscu Ingrid Mutter     | 31     |